# CSIO de Saint-Gall
Le concours de saut international officiel de Saint-Gall, ou CSIO de Saint-Gall en abrégé (allemand : CSIO St. Gallen), est un concours de saut d'obstacles de niveau international qui se tient chaque année à Saint-Gall, en Suisse alémanique. 

## Histoire
La première édition a lieu en 1884. Le concours compte deux temps forts, le Grand Prix et le Prix des nations.
L'édition de 2010 est marquée par des pluies diluviennes. 
L'édition de 2020 a été annulée à cause de la pandémie de Covid-19 en Suisse. Le concours reprend en 2021.

## Prix des nations

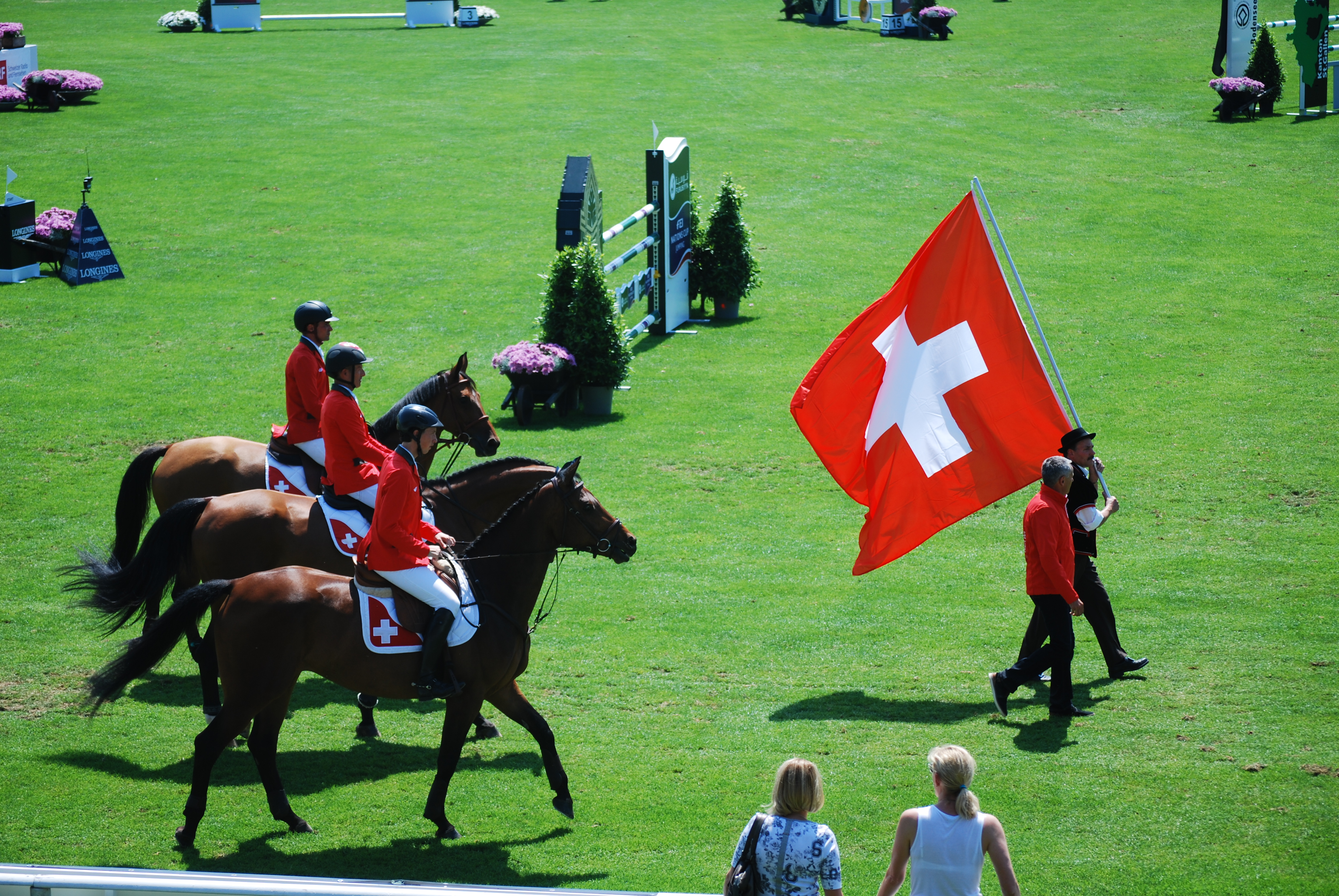
Défilé des nations de 2015, avec l'équipe suisse.

La Suisse a remporté le Prix des nations à deux reprises, une fois en 2000 et une fois en 2022. 
La France a décroché ce prix successivement à trois reprises, en 2008, 2009 et 2010. Elle l'a également remporté en 2018,.
La Suède décroche le Prix des nations de St Gall pour la première fois en 2021.
| Année | Nation vainqueur | Cavaliers                                                     | Chevaux                                        | Références |
| ----- | ---------------- | ------------------------------------------------------------- | ---------------------------------------------- | ---------- |
| 2022  | Suisse           | Martin Fuchs, Edouard Schmitz, Pius Schwizer et Steve Guerdat | Quno, Vancouver de Lanlore et Venard de Cerisy | [ 5 ]      |
| 2021  | Suède            | Rolf-Göran Bengtsson,                                         | Ermindo W,                                     | [ 8 ]      |
| 2019  |                  |                                                               |                                                |            |
| 2018  | France           |                                                               |                                                | ,          |
| 2017  |                  |                                                               |                                                |            |
| 2016  |                  |                                                               |                                                |            |
| 2015  |                  |                                                               |                                                |            |
| 2014  |                  |                                                               |                                                |            |
| 2013  |                  |                                                               |                                                |            |
| 2012  |                  |                                                               |                                                |            |
| 2011  |                  |                                                               |                                                |            |
| 2010  | France           |                                                               |                                                | [ 3 ]      |
| 2009  | France           |                                                               |                                                | [ 3 ]      |
| 2008  | France           |                                                               |                                                | [ 3 ]      |
| 2007  |                  |                                                               |                                                |            |
| 2006  |                  |                                                               |                                                |            |
| 2005  |                  |                                                               |                                                |            |
| 2004  |                  |                                                               |                                                |            |
| 2003  |                  |                                                               |                                                |            |
| 2002  |                  |                                                               |                                                |            |
| 2001  |                  |                                                               |                                                |            |
| 2000  | Suisse           |                                                               |                                                | [ 5 ]      |

## Grand Prix
En 2022, le Grand Prix (150 000 €) est décroché par Martin Fuchs et son cheval Conner Jei,.

## Incident
Dans la nuit du 6 au 7 juin 2015, l'étalon Otello du Soleil sort de son box démontable aménagé pour permettre sa participation au concours en profitant d'une défaillance du système de sécurité, et casse le loquet du box de la jument Quismy des Vaux, qu'il tente de saillir, attaque, et blesse gravement,,,, au point de mettre un terme à sa carrière sportive. L'affaire conduit à un règlement au tribunal,.